# Condado de Brown (Indiana)
O Condado de Brown é um dos 92 condados do estado americano de Indiana. A sede do condado é Nashville, e sua maior cidade é Nashville. O condado possui uma área de 820 km² (dos quais 11 km² estão cobertos por água), uma população de 14 957 habitantes, e uma densidade populacional de 18 hab/km² (segundo o censo nacional de 2000). O condado foi fundado em 1836.